# بريدة (الصومال)
بريدة (بالصومالية: Bareeda)‏ هي مدينة ساحلية في محافظة باري شمال شرق الصومال، تابعة لـمقاطعة علولة بولاية بونتلاند المتمتعة بالحكم الذاتي.

## موقع
تقع بريدة في أقصى شمال شرق الصومال وتطل على خليج عدن، ومضيق غواردافوي، وتبعد 14 ميلا بحريا عن رأس عصير أو (رأس غواردافوي) أقصى نقطة في القرن الإفريقي و23 ميلا عن علولة

## الإدارة
في 8 أبريل 2013 أعلنت حكومة ولاية بونتلاند إنشاء محافظة جديدة تضم بريدة والمناطق المطلة على مضيق غواردافوي تحمل اسم محافظة غواردافوي، وكانت تابعة قبل ذلك لمحافظة باري، وتضم المحافظة ثلاث مقاطعات وعاصمتها علولة.

## التعليم
وفقًا لوزارة التربية والتعليم في ولاية بونتلاند، توجد مدرسة ابتدائية واحدة في بريده. 